# Travis Fimmel
Travis Fimmel (Echuca, 15 luglio 1979) è un supermodello e attore australiano, noto principalmente per aver interpretato il ruolo di Ragnar nella serie televisiva Vikings.
Volto di diverse campagne pubblicitarie per Calvin Klein, è diventato un modello internazionale e tra i più popolari al mondo.

## Biografia
Figlio di Chris, un allevatore di bestiame, e di Jenny, un'infermiera, è cresciuto in campagna, insieme a due fratelli maggiori. A 17 anni lasciò la casa paterna e nel 1997 si trasferì a Melbourne, per giocare a football e studiare alla RMIT University; tuttavia la sua carriera di sportivo venne interrotta dalla rottura di una gamba. Nel 1998, a Melbourne, Fimmel venne avvicinato da un collaboratore dell'agenzia di moda Chadwick Model Management, che gli offrì di entrare in agenzia come modello. Nel 1999 interruppe gli studi e si trasferì a Londra, dove trascorse due anni e lavorò per qualche tempo in un pub e come guida turistica.
Nel 2001 si trasferì a Los Angeles, dove venne scritturato per delle apparizioni in videoclip di Jennifer Lopez e Janet Jackson. L'agenzia lo iscrisse poi al concorso per una campagna pubblicitaria per biancheria intima di Calvin Klein: Fimmel volò a New York e venne scelto.
La popolarità che Fimmel ebbe da quella campagna pubblicitaria fu tale che a Londra si dovette rimuovere un cartellone, perché un'associazione automobilistica aveva affermato che in quel punto le automobiliste rallentavano causando code e incidenti stradali. Per la connessa campagna del profumo "Crave", Fimmel ottenne un compenso a sei cifre, il secondo più alto ingaggio che la casa di moda Klein abbia mai pagato ad un modello. Il fisico relativamente snello di Fimmel rompeva con lo standard dei precedenti modelli di Calvin Klein dai fisici molto più palestrati, come Mark Wahlberg, Antonio Sabato Jr. e Michael Bergin.
Nel 2003 Fimmel è passato al cinema: a settembre ha impersonato per la televisione americana la parte di John Clayton nella serie Tarzan prodotta dalla Warner Bros. e basata sui racconti di Edgar Rice Burroughs. La serie è stata interrotta dopo sole otto puntate. Successivamente ha preso parte alla serie Rocky Point nel ruolo di Taj, ma anche questa produzione non è durata per un'intera stagione.
Fimmel ha poi ottenuto un ruolo da protagonista nel thriller psicologico Guests, girato a Sydney nel 2005. Nel 2009, nella serie The Beast, Fimmel veste i panni di Ellis Dove, un agente dell'FBI. Nel 2012 ottiene il ruolo di Ragnarr Loðbrók nella serie televisiva Vikings, interpretato fino al 2016, e nel 2015 entra nel cast del film Warcraft - L'inizio, interpretando il personaggio di Anduin Lothar.Nel 2019 prende parte al film La battaglia di Long Tan, che riscuote un discreto successo. Sempre nel 2019 affianca Margot Robbie nel film Dreamland.

### Vita privata
Convinto camminatore a piedi nudi, Fimmel rivendica il diritto di andare scalzi; nell'ottobre 2003 apparve a piedi nudi nel programma televisivo The Sharon Osbourne Show. È stato spesso visto o fotografato scalzo, o al massimo con ciabatte.
Gli hobby di Fimmel sono il surf, le moto e le automobili. Fimmel, che risiede a Los Angeles, è anche un pittore ad olio.

## Filmografia

### Attore

#### Cinema
- Restraint, regia di David Denneen (2008)
- Surfer, Dude, regia di S.R. Bindler (2008)
- Ivory, regia di Andrew Chan (2010)
- The Experiment, regia di Paul Scheuring (2010)
- Needle, regia di John V. Soto (2010)
- Pure Country: Il dono (Pure Country 2: The Gift), regia di Christopher Cain (2010)
- Supremacy, regia di Tanya Boyd - cortometraggio (2011)
- The Baytown Outlaws - I fuorilegge (The Baytown Outlaws), regia di Barry Battles (2012)
- Harodim, regia di Paul Finelli (2012)
- Il piano di Maggie - A cosa servono gli uomini (Maggie's Plan), regia di Rebecca Miller (2015)
- Warcraft - L'inizio (Warcraft), regia di Duncan Jones (2016)
- Charley Thompson (Lean on Pete), regia di Andrew Haigh (2017)
- C'era una volta Steve McQueen (Finding Steve McQueen), regia di Mark Steven Johnson (2019)
- Dreamland, regia di Miles Joris-Peyrafitte (2019)
- La battaglia di Long Tan (Danger Close: The Battle of Long Tan), regia di Kriv Stenders (2019)
- Die in a Gunfight, regia di Collin Schiffli (2021)
- Zona 414 (Zone 414), regia di Andrew Baird (2021)
- Operazione Kandahar (Kandahr); regia di Ric Roman Vaughn (2023)

#### Televisione
- Tarzan – serie TV, 9 episodi (2003)
- Rocky Point – serie TV, episodio 1x01 (2005)
- Southern Comfort, regia di Greg Yaitanes – film TV (2006)
- The Beast – serie TV, 13 episodi (2009)
- Chase – serie TV, episodi 1x01-1x08 (2010)
- BlackBoxTV – serie TV, episodio 3x08 (2012)
- La terra dei fuorilegge (Outlaw Country), regia di Adam Arkin, Michael Dinner – film TV (2012)
- Vikings – serie TV, 45 episodi (2013-2017)
- 50 States of Fright – serie TV, 3 episodi (2020)
- Raised by Wolves - Una nuova umanità (Raised by Wolves) – serie TV, 18 episodi (2020-2022)
- That Dirty Black Bag – serie TV, episodi 1x04-1x07-1x08 (2022)
- Black Snow – serie TV (2023-in corso)
- Caught – serie TV, episodi 1x03-1x04 (2023)
- Ragazzo divora universo (Boy Swallows Universe), regia di Bharat Nalluri, Jocelyn Moorhouse e Kim Mordaunt – miniserie TV (2024)
- Dune: Prophecy – serie TV (2024)

#### Video musicali
- I'm Real - Jennifer Lopez (2001)
- Someone to Call My Lover - Janet Jackson (2001)

### Produttore
- C'era una volta Steve McQueen (Finding Steve McQueen), regia di Mark Steven Johnson (2019)

## Doppiatori italiani
Nelle versioni in italiano delle opere in cui ha recitato, Travis Fimmel è stato doppiato da:
- Fabrizio Vidale in The Baytown Outlaws - I fuorilegge, Die in a Gunfight - Un buon modo per morire, Ragazzo divora universo
- Maurizio Merluzzo in Vikings, That Dirty Black Bag
- Andrea Lavagnino in La Battaglia di Long Tan, Zona 414
- Simone D'Andrea in Raised by Wolves - Una nuova umanità, Dune: Prophecy
- Massimiliano Virgilii in The Experiment
- Gianfranco Miranda ne Il piano di Maggie - A cosa servono gli uomini
- Marco Vivio in Warcraft - L'inizio
- Fabio Boccanera in Tarzan
- Massimiliano Manfredi in The Beast
- Edoardo Stoppacciaro in Pure Country: Il dono
- Massimiliano Alto in Charley Thompson
- Emiliano Coltorti in Dreamland
- Stefano Crescentini in Operazione Kandahar